# Чемпіонат М'янми з футболу
Національна ліга М'янми  (бірм. မြန်မာ နေရှင်နယ် လိဂ်, англ. Myanmar National League) — чемпіонат футбольних клубів М'янми, що проводиться з 2009 року і є першим повністю професіональним футбольним дивізіоном країни. Замінив собою напівпрофесіональну Прем'єр-лігу М'янми, що існувала з 1996 по 2009 рік.

## Історія
Тривалий час змагання з футболу в М'янмі існували лише в обмеженій формі. З 1979 року чемпіонат складався з футбольних клубів, заснованих на Янгоні, більшість з яких були пов'язані з урядовими міністерствами. Лише після 1996 року, коли була створена Прем'єр-ліга М'янми, недержавні клуби були запрошені приєднатися до ліги. І все-таки ліга базувалася лише в Янгоні, і лідером залишались саме державні структури. Так клуб Міністерства фінансів та доходів М'янми виграв загалом 17 чемпіонатів Бірми до 1996 року та 11 чемпіонатів Прем'єр-ліги М'янми з 1996 до 2008 року.
Федерація футболу М'янми шукала схвалення від уряду, щоб розпочати загальнонаціональну футбольну лігу в лютому 2008 року, і, нарешті, отримала дозвіл на створення приватних клубів в грудні 2008 року. Клубам було дозволено не більше п'яти іноземних гравців та одного іноземного тренера. Уряд надав кожному пільгу з податку на клуб на початковий трирічний період, тоді як кожен власник клубу повинен був забезпечити мінімальний початковий капітал у розмірі 200 млн. м'янмських к'ятів (приблизно 200 тис доларів США). Інвестиція мала покривати такі витрати, як зарплата, транспорт та обладнання, але не включала клубні стадіони, які всі націоналізовані.
У першому розіграші 2009 року, в якому взяло участь 8 новостворених команд, що в двоколовому турнірі визначили чемпіона, яким став клуб «Яданабоун». Ліга додала три клуби на сезон 2010 року, а ще один клуб приєднався до сезону 2011 року, в результаті чого загальна кількість склала дванадцять клубів. У сезоні 2013 року в чемпіонаті зіграло 14 клубів, але з наступного розіграшу їх знову стало 12.
З моменту заснування турніру лідерство захопили «Яданабоун» та «Янгон Юнайтед», які вигравали усі чемпіонати. Лише 2017 року вперше їх гегемонію порушив «Шан Юнайтед», повторивши це досягнення і 2019 року.